# 平滑豆腐柴
平滑豆腐柴（学名：Premna laevigata）为马鞭草科豆腐柴属下的一个种。

## 扩展阅读
- 維基物種上的相關：平滑豆腐柴